# 음반 커버

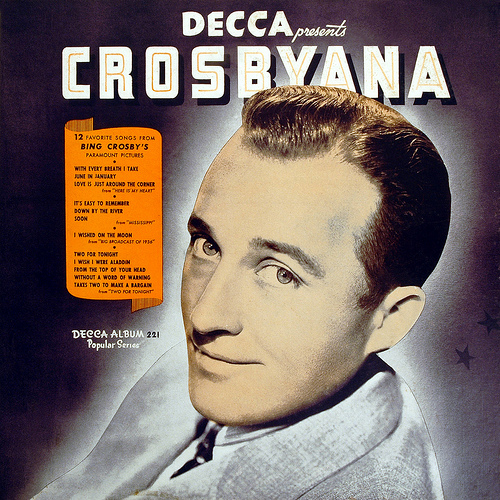

음악을 담은 음반이 담기는 봉투의 앞면에는 어떠한 그림이나 또는 그와 비슷한 것이 있다. 이것을 일러 앨범 커버(album cover) 또는 재킷(jacket)이라고 한다.
흔히 전통적으로 쓰이던 종이로 된 피봉의 인쇄된 그림이라든가 CD의 앞면을 지칭하는 말이었으나 시대가 변해 디지털 다운로드식의 앨범의 대표 사진이라든가 심지어 트랙 낱낱에 딸려오는 그림을 그렇게도 부른다.
앨범 커버는 미관상으로도 쓰이거니와 음반의 보호로서의 쓰임새도 가진다.

## 유래
1910년경 78 rpm짜리의 음반이 포노그래프 실린더를 대체하기 시작한다. 78 rpm은 10·12 인치 지름으로서 생산되었는데 이것이 포장되기는 주로 갈색의 종이나 카드보드지를 이용한 것으로서 때로는 무색의 때로는 제작자 또는 판매처의 이름을 쓴 종이가 쓰였다. 이러한 피봉의 앞면은 음반사가 어딘지 알 수 있게시리 중간을 둥그렇게 오려낸 것이 대부분이었다. 전시되기는 가로로도 세로로도 얹거나 세우거나 했는데 워낙에 파손에 취약해서 입고중에 파손되는 경우가 잦았다.
1909년 독일의 음반사 오데온에서 표트르 차이콥스키의 《호두까기 인형》을 네 장짜리 더블사이드반으로서 발매하는데 이것을 특수히 디자인한 포장에 넣음으로써 현대의 이른바 '앨범'을 선구하였다(다만 실제로 특수하게 디자인하였다는 것을 광고하지는 아니하였다
). 이렇게 탄생한 앨범 커버였으나 이것이 상용화되기는 아직이었다.
1920년대부터 종이 또는 가죽으로 된 무색의 밋밋한 음반용의 봉투를 '레코드 앨범(record albums)'이라고 해서 팔기 시작한다. 고객으로 하여금 구입한 음반을 거기에 넣어 들고 가도록 한 것이다. '레코드 앨범'이라는 말 자체도 피봉에 쓰여 있었다. 이러한 빈 '앨범'은 그 들어갈 음반에 맞게시리 10·12 인치 크기로서 생산되었다. 단 음반이 들어가야 했다 보니 그 크기보다는 좀더 크게 만들어졌다. 밋밋하기는 했어도 이런 레코드 앨범으로써 음반은 그 안에서 고이 보관될 수 있었다.
1930년대부터 음반사들은 78rpm 짜리의 음반에 음악가 일인의 또는 일종의 음악을 취입하여 그것을 하나의 모음집으로서 묶어서 발매하였다. 보통은 특정한 음악가의 또는 장르의 음악을 이를테면 클래식을 담겼다.
1938년 컬럼비아 레코드에서 알렉스 스타인와인스를 앨범 커버에 있어서는 처음의 미술감독으로서 고용한다. 어떠한 콘셉트를 정하여 앨범 커버를 꾸민 것은 그가 처음일 것이다. 컬럼비아의 이러한 도전적 시도가 있은 후 다른 음반사에서도 뒤미처 이를 따라했다.
1940년대 말이 되면 거의 대부분의 주요음반사에서는 밋밋한 이전의 커버를 집어치우고 형형색색한 커버를 생산하기 시작했다. 명화를 재편집해서 가져 쓰던가 새로 만들거나 둘 중 하나였다.
1948년 10·12 인치의 장시간재생음반(long-playing records)의 탄생과 함께 45 rpm짜리 음반의 박스 세트가 탄생한다. 이 신종의 음반담개를 일러 처음 '앨범'이라는 말을 썼다.

## 같이 보기
- 표지 (책)
- 라이너 노트
- 분류:음반 커버 디자이너